# Samoa nos Jogos Paralímpicos de Verão de 2016
Samoa participou dos Jogos Paralímpicos de Verão de 2016, que foram realizados na cidade do Rio de Janeiro, no Brasil, entre os dias 7 e 18 de setembro de 2016.

## Atletismo
Masculino
Campo
| Atletas       | Evento                 | Marca | Posição |
| ------------- | ---------------------- | ----- | ------- |
| Alefosio Laki | Arremesso de disco F37 | 33.53 | 12      |

Feminino
Campo
| Atletas      | Evento                    | Marca | Posição |
| ------------ | ------------------------- | ----- | ------- |
| Maggie Aiono | Arremesso de disco F43-44 | 19.56 | 11      |